# 孟光 (畫家)
孟光（1921年—1996年），江苏省常州市人，中国美术家协会会员，中国油画家，美术教育家。

## 生平
1940年毕业于上海美专，1949年起，历任常州美协主席文联秘书长，上海师范大学艺术系副主任，上海美术学校校长，上海交通大学美术研究室主任，上海大学美术学院教授，上海科学技术大学艺术院院长。曾培养出陈逸飞、夏葆元、魏景山等画家。